# Liga de la Costa del Pacífico 1945-46
La Temporada 1945-46 de la Liga de la Costa del Pacífico fue la 1.ª edición y comenzó el 27 de octubre de 1945.
Esta fue la temporada que dio inicio a la primera etapa de la historia del béisbol profesional Invernal en México. 
En esta primera campaña cuatro sólidos equipos armarían el campeonato:  Venados de Mazatlán, Ostioneros de Guaymas, Tacuarineros de Culiacán y Queliteros de Hermosillo. Las capitales de los estados de Sonora y Sinaloa y dos excelentes puertos de gran movimiento socioeconómico respaldaban las novenas que iniciarían esta aventura inolvidable. El presidente de la Liga para esta temporada fue Teodoro Mariscal Morales.
Para los juegos inaugurales, los Venados de Mazatlán visitaron a Queliteros de Hermosillo y los Ostioneros de Guaymas visitaron a los Tacuarineros de Culiacán.
La temporada finalizó el 24 de febrero de 1946, los Venados de Mazatlán se coronaron campeones al terminar en la primera posición de la tabla de posiciones.

## Historia
Corría el mes de junio del año 1945, Enrique Peña Bátiz y Teodoro Mariscal emprendieron una gira para buscar, además de Mazatlán y Culiacán, más plazas que se sumaran a la idea de formar una liga. En un automóvil de sitio que proporcionó don Manuel Félix León, conducido por Mario Franco “Pelavacas”, viajaron estos dos hombres; visitaron Los Mochis, Navojoa, Ciudad Obregón, Guaymas, Empalme y Hermosillo. Como resultado de la gira, lograron convencer a dos ciudades: Guaymas y Hermosillo.
Pronto se dieron a la tarea de formar sus equipos, organizarlos legalmente y hacerlos parte de la Liga de la Costa del Pacífico. En Hermosillo quedaron como responsables Fernando M. Ortíz y Juan Chávez Echegoyen; Florencio Zaragoza, en Guaymas; Teodoro Mariscal en Mazatlán y Enrique Peña Bátiz en Culiacán.
Así mismo, acordaron nombrar la Mesa Directiva de la liga, la cual quedó presidida por Teodoro Mariscal como Presidente y Florencio Zaragoza como Vicepresidente.
El día 25 de junio de 1945, a punto de que finalizara la Segunda Guerra Mundial, un grupo de empresarios inquietos se reunieron en el Hotel Moderno de Hermosillo para dar a conocer una noticia histórica: por vez primera se organizaría una Liga de Béisbol con equipos de las ciudades del noroeste de México.
La nota publicada por El Imparcial dice:

ORGANIZAN LA LIGA DEL PACÍFICO (El Imparcial, 26 de junio de 1945). Ayer en una importantísima junta verificada en el Hotel Moderno quedó prácticamente constituida la Liga de Baseball de la Costa del Pacífico como resultado del éxito obtenido con la Liga Estatal. Formarán la Liga del Pacífico las Selecciones de Mazatlán, Culiacán, Guaymas y Hermosillo, habiendo quedado descartado a última hora Empalme. Los representantes de las cuatro ciudades hablaron  con toda amplitud sobre el particular tomándose el acuerdo de constituir oficialmente la Liga mencionada. El señor Fernando M. Ortiz, líder local del baseball nos declaró hoy que los Representantes de las novenas de las cuatro ciudades volverán a tener otra Junta, la que se verificará en Culiacán en agosto próximo, pues se piensa que la Liga Invernal se inicie el 28 de octubre y termine el primer domingo de febrero de 1946. Se convino igualmente reforzar cada equipo contendiente con cuatro jugadores estrellas que se tomarán de las Ligas Mexicana y Nacional. Seguiremos informando sobre este interesante asunto.

## Sistema de competencia
Se estableció el sistema de competencia de "todos contra todos", se programó un calendario corrido sin vueltas, jugando 18 series, resultando campeón el equipo con mayor porcentaje de ganados y perdidos (primera posición). 

### Calendario
- Número de Series: 3 series en casa x 3 equipos = 9 series + 9 series de visita = 18 series
- Número de Juegos: 18 series x 3 juegos = 54 juegos

## Equipos participantes
| Liga de la Costa del Pacífico 1945-46 |           |                  |                    |                         |           |
| Equipo                                | Fundación | Mánager          | Ciudad             | Estadio                 | Capacidad |
| Ostioneros de Guaymas                 | 1945      | Agustín Bejerano | Guaymas, Sonora    | "Abelardo L. Rodríguez" | 5,000     |
| Queliteros de Hermosillo              | 1944      | Francisco López  | Hermosillo, Sonora | Fernando M. Ortiz       | 5,000     |
| Tacuarineros de Culiacán              | 1945      | Manuel Arroyo    | Culiacán, Sinaloa  | Universitario           | 2,500     |
| Venados de Mazatlán                   | 1945      | Manuel Fortes    | Mazatlán, Sinaloa  | Mazatlán                | ***       |

## Juego de Estrellas
En la naciente Liga se organizó la 1.ª edición del juego de estrellas, realizado entre la selección de Sonora y la de Sinaloa. El juego se llevó a cabo en el estadio Universitario, en la ciudad de Culiacán, el día miércoles 20 de febrero de 1946, la selección de Sinaloa derrota 11-6 a la de Sonora.

## Standing
| Equipos                  | JJ | JG | JP | JE | PCT  | JV  |
| ------------------------ | -- | -- | -- | -- | ---- | --- |
| Venados de Mazatlán      | 59 | 32 | 22 | 5  | .593 | -   |
| Ostioneros de Guaymas    | 56 | 28 | 26 | 2  | .519 | 4.0 |
| Queliteros de Hermosillo | 56 | 24 | 30 | 2  | .444 | 8.0 |
| Tacuarineros de Culiacán | 57 | 24 | 30 | 3  | .444 | 8.0 |

| Campeón |

Nota: El equipo campeón se definió por la primera posición en el standing.

## Cuadro de Honor
| Equipos                  | Posición   |
| ------------------------ | ---------- |
| Venados de Mazatlán      | Campeón    |
| Ostioneros de Guaymas    | Subcampeón |
| Queliteros de Hermosillo | 3° Lugar   |
| Tacuarineros de Culiacán | 4° Lugar   |

## Designaciones
A continuación se muestran a los jugadores más valiosos de la temporada.
| Designación         | Ganador     | Equipo              |
| ------------------- | ----------- | ------------------- |
| Jugador Más Valioso | Daniel Ríos | Venados de Mazatlán |